# Eurovision Song Contest 1986

Deltagande länder.
Länder som tävlat förut men inte deltog 1986.

Eurovision Song Contest 1986 sändes den 3 maj 1986 från Grieghallen i Bergen, Norge, i och med att Bobbysocks året innan hade vunnit för Norge med låten "La det swinge". Programledare för årets tävling var Åse Kleveland. Kapellmästare var Egil Monn-Iversen. Inför varje bidrag presenterades länderna med kortare videovykort från olika delar av Norge där även artisterna deltog. Svensk kommentator var Ulf Elfving som för övrigt skämtade till den svenska TV-sändningen genom att byta plats med Danmarks kommentator, Jürgen Mylius, precis före Sveriges bidrag, och berättade att Sten Carlberg som skulle deltaga i Sveriges bidrag hade blivit sjuk, och att Elfving därmed hade fått ersätta honom i sista stund. På samma sätt skämtade Elfving om Mylius och berättade för de danska TV-tittarna att en av dansarna i det danska bidraget hade blivit sjuk, och att Mylius nu skulle hoppa in istället.
Tävlingen bjöd på dramatik redan innan den satte igång: Kronprinsessan Sonja av Norge, som närvarade i publiken under kvällen, blev överfallen då hon steg ur bilen utanför hallen och fick en (ofarlig) vätska kastad över sig. En kvinnlig demonstrant greps för överfallet.

## Bidragen
Sverige skickade Lasse Holm och Monica Törnell med bidraget "E' de' det här du kallar kärlek" och hade det mest spektakulära framträdandet, eftersom hela orkestern i slutet av låten ställde sig upp och klappade takten.
Det 500:e bidraget i tävlingens historia framfördes under kvällen, det var "L'amour de ma vie" från Luxemburg. Grekland skulle till en början ställa upp i tävlingen och hade låt och artist klara, "Wagon Lit" med Polina, men backade ur på grund av att tävlingen kolliderade med den ortodoxa påskhelgen.
För första gången uppträdde ett land i regnjackor, något som heller aldrig har hänt tidigare: Frankrikes tjejgrupp Coctail Chic stod för detta. Bidraget fick på förhand en överkryssad geting i Expressen och kallades för en "ratad reklamsnutt åt ett flygföretag".
Flera av årets artister skulle komma tillbaka till Eurovisionens scen: Jugoslaviska Doris Dragovic kom att tävla för Kroatien 1999 och isländska Eirikur Hauksson i gruppen ICY återkom till tävlingen för Norge 1991 i gruppen Just 4 Fun och som soloartist för Island 2007. Norske Ketil Stokkan sjöng åter för sitt land 1990. 
Nederländerna representerades av fyra tonårstjejer och de protesterade i efterhand mot att NRK hade filmat bakifrån vid några tillfällen då de vickade på bakkroppen, vilket NRK dock förnekade skulle ha varit avsiktligt.

### Vinnare
Segraren detta år blev Sandra Kim som representerade Belgien med låten "J'aime la vie". På förhand sades det att hon var 15 år vid framförandet men det framkom i efterhand att hon bara var 13. Därmed blev hon den yngste deltagare som har vunnit Eurovisionen. Eftersom man numera måste vara minst 16 år för att få delta kommer hennes rekord heller aldrig att kunna slås (såvida inte regeln ändras). Schweiz, som kom tvåa, försökte få låten diskvalificerad men utan resultat.

### Förlorare
Sist i tävlingen kom Cypern med fyra poäng med låten "Tora zo". Det speciella med detta bidrag var att dirigenten Martyn Ford plötsligt hoppade upp på scenen och uppmanade publiken att klappa takten under refrängen, något som aldrig tidigare hade hänt i Eurovisionens historia.

## Resultat
| Nr | Land           | Artist                      | Sång                            | Placering | Poäng |
| -- | -------------- | --------------------------- | ------------------------------- | --------- | ----- |
| 1  | Luxemburg      | Sherisse Laurence           | L'amour de ma vie               | 3         | 117   |
| 2  | Jugoslavien    | Doris Dragovic              | Željo moja                      | 11        | 49    |
| 3  | Frankrike      | Coctail Chic                | Européennes                     | 17        | 13    |
| 4  | Norge          | Ketil Stokkan               | Romeo                           | 12        | 44    |
| 5  | Storbritannien | Ryder                       | Runner in the Night             | 7         | 72    |
| 6  | Island         | Icy                         | Gleðibankinn                    | 16        | 19    |
| 7  | Nederländerna  | Frizzle Sizzle              | Alles heeft ritme               | 13        | 40    |
| 8  | Turkiet        | Klips ve Onlar              | Halley                          | 9         | 53    |
| 9  | Spanien        | Cadillac                    | Valentino                       | 10        | 51    |
| 10 | Schweiz        | Daniela Simons              | Pas pour moi                    | 2         | 140   |
| 11 | Israel         | Moti Giladi & Sarai Tzuriel | Yavoh yom                       | 19        | 7     |
| 12 | Irland         | Luv Bug                     | You Can Count on Me             | 4         | 96    |
| 13 | Belgien        | Sandra Kim                  | J'aime la vie                   | 1         | 176   |
| 14 | Västtyskland   | Ingrid Peters               | Über die Brücke geh'n           | 8         | 62    |
| 15 | Cypern         | Elpida                      | Tora zo                         | 20        | 4     |
| 16 | Österrike      | Timna Brauer                | Die Zeit ist einsam             | 18        | 12    |
| 17 | Sverige        | Lasse Holm & Monica Törnell | E' de' det här du kallar kärlek | 5         | 78    |
| 18 | Danmark        | Lise Haavik & Trax          | Du er fuld af løgn              | 6         | 77    |
| 19 | Finland        | Kari Kuivalainen            | Päivän kahden ihminsen          | 15        | 22    |
| 20 | Portugal       | Dora                        | Não sejas mau para mim          | 14        | 28    |

## Omröstningen
Omröstningen fungerade utan tekniska problem och var inte särskilt spännande detta år. Schweiz tog ledningen efter första röstomgången, sedan tog Belgien över och utökade sedan sin ledning successivt. När Nederländerna hade avgett sina fem första poäng (vilka gick till samtliga fem nordiska länder) sa representanten "And that must be enough for Scandinavia, I think", varpå publiken bröt ut i skrattsalvor.
Belgien gick ut som solklar segrare med 176 poäng vilket var rekord dittills med detta poängsystem. Rekordet slogs inte förrän 1993 då Irland vann med 187 poäng - då dock 5 fler länder deltog (och därmed röstade).
| Startordning | Startordning   | Röster | Röster | Röster | Röster | Röster | Röster | Röster | Röster | Röster | Röster | Röster | Röster | Röster | Röster | Röster | Röster | Röster | Röster | Röster | Röster | Röster |
| Startordning | Startordning   | Totalt | LU     | YU     | FR     | NO     | UK     | IS     | NL     | TR     | ES     | CH     | IL     | IE     | BE     | DE     | CY     | AT     | SE     | DK     | FI     | PT     |
| ------------ | -------------- | ------ | ------ | ------ | ------ | ------ | ------ | ------ | ------ | ------ | ------ | ------ | ------ | ------ | ------ | ------ | ------ | ------ | ------ | ------ | ------ | ------ |
| Bidrag       | Luxemburg      | 117    |        | 5      | 8      | 12     | 8      | 1      | 8      | -      | -      | 2      | 4      | 7      | 10     | 12     | 8      | 10     | 10     | 2      | 4      | 6      |
| Bidrag       | Jugoslavien    | 49     | 2      |        | -      | -      | 7      | 5      | 7      | 3      | 3      | -      | 1      | 3      | 4      | -      | 12     | 1      | 1      | -      | -      | -      |
| Bidrag       | Frankrike      | 13     | -      | -      |        | 3      | -      | -      | -      | -      | -      | 7      | -      | -      | -      | -      | -      | -      | 3      | -      | -      | -      |
| Bidrag       | Norge          | 44     | -      | -      | 4      |        | -      | 4      | 2      | -      | -      | 6      | -      | 6      | 5      | 6      | 6      | -      | -      | 5      | -      | -      |
| Bidrag       | Storbritannien | 72     | 4      | -      | 10     | 6      |        | -      | -      | 6      | 2      | 4      | 2      | -      | -      | 5      | 2      | 3      | 8      | 8      | 10     | 2      |
| Bidrag       | Island         | 19     | -      | -      | -      | -      | -      |        | 5      | 2      | 6      | -      | -      | -      | -      | -      | 4      | -      | 2      | -      | -      | -      |
| Bidrag       | Nederländerna  | 40     | 1      | 2      | -      | -      | -      | -      |        | 7      | 1      | -      | 8      | -      | -      | 10     | 1      | -      | -      | -      | 3      | 7      |
| Bidrag       | Turkiet        | 53     | 6      | 12     | -      | -      | 2      | -      | 6      |        | -      | 8      | 3      | -      | 6      | 8      | -      | 2      | -      | -      | -      | -      |
| Bidrag       | Spanien        | 51     | 7      | 4      | 6      | -      | 1      | 2      | -      | 8      |        | 1      | -      | 5      | 3      | -      | -      | 7      | -      | 3      | 1      | 3      |
| Bidrag       | Schweiz        | 140    | 12     | 6      | 7      | 5      | 5      | 3      | 12     | 10     | 4      |        | 12     | 10     | 12     | -      | 5      | 4      | 12     | 4      | 7      | 10     |
| Bidrag       | Israel         | 7      | -      | -      | 1      | 1      | -      | -      | -      | -      | -      | 5      |        | -      | -      | -      | -      | -      | -      | -      | -      | -      |
| Bidrag       | Irland         | 96     | 3      | 8      | 3      | 2      | -      | 8      | -      | 5      | 12     | -      | 6      |        | 2      | -      | -      | 12     | 7      | 12     | 8      | 8      |
| Bidrag       | Belgien        | 176    | 10     | 10     | 12     | 8      | 10     | 10     | 10     | 12     | 10     | 10     | 5      | 12     |        | 1      | 10     | 6      | 6      | 10     | 12     | 12     |
| Bidrag       | Västtyskland   | 62     | 8      | 1      | -      | -      | 12     | -      | -      | -      | -      | -      | -      | 8      | 7      |        | -      | 8      | 5      | 7      | 2      | 4      |
| Bidrag       | Cypern         | 4      | -      | 3      | -      | -      | -      | -      | -      | -      | -      | -      | -      | 1      | -      | -      |        | -      | -      | -      | -      | -      |
| Bidrag       | Österrike      | 12     | -      | -      | -      | -      | -      | -      | -      | -      | -      | -      | -      | 2      | 1      | 2      | -      |        | -      | -      | 6      | 1      |
| Bidrag       | Sverige        | 78     | 5      | 7      | 2      | 7      | 3      | 12     | 3      | -      | 7      | 12     | -      | -      | -      | 4      | -      | 5      |        | 6      | 5      | -      |
| Bidrag       | Danmark        | 77     | -      | -      | 5      | 10     | 6      | 7      | 4      | -      | 5      | 3      | 10     | 4      | -      | 7      | 7      | -      | 4      |        | -      | 5      |
| Bidrag       | Finland        | 22     | -      | -      | -      | -      | -      | 6      | 1      | 1      | -      | -      | -      | -      | 8      | 3      | 3      | -      | -      | -      |        | -      |
| Bidrag       | Portugal       | 28     | -      | -      | -      | 4      | 4      | -      | -      | 4      | 8      | -      | 7      | -      | -      | -      | -      | -      | -      | 1      | -      |        |

### 12-poängare
| Antal | Tävlande land | Länder som gav 12 poäng                            |
| ----- | ------------- | -------------------------------------------------- |
| 5     | Belgien       | Finland, Frankrike, Irland, Portugal, Turkiet      |
| 5     | Schweiz       | Belgien, Israel, Luxemburg, Nederländerna, Sverige |
| 3     | Irland        | Danmark, Spanien, Österrike                        |
| 2     | Luxemburg     | Norge, Västtyskland                                |
| 2     | Sverige       | Island, Schweiz                                    |
| 1     | Jugoslavien   | Cypern                                             |
| 1     | Turkiet       | Jugoslavien                                        |
| 1     | Västtyskland  | Storbritannien                                     |

## Återkommande artister
| Artist | Land   | Tidigare år         |
| ------ | ------ | ------------------- |
| Elpida | Cypern | 1979 (för Grekland) |